# Madeline Manning
Madeline Manning Mims, ameriška atletinja, * 11. januar 1948, Cleveland, Ohio, ZDA.
Nastopila je na olimpijskih igrah v letih 1968, 1972 in 1976. Leta 1968 je osvojila naslov olimpijske prvakinje v teku na 800 m, leta 1972 pa srebrno medaljo v štafeti 4×400 m.